# Pargas landskommun
Pargas landskommun (finska: Paraisten maalaiskunta) var en landskommun i Åbo skärgård i landskapet Egentliga Finland i Åbo och Björneborgs län. 1962 hade kommunen 3 867 invånare. Pargas köping skildes från landskommunen 1948. Kommunen slogs samman med Pargas köping 1 januari 1967. 1962 hade kommunen 3 867 invånare. Kommunens yta var 248 km². Pargas landskommun var en tvåspråkig kommun med svenska som majoritetsspråk och finska som minoritetsspråk.